# Arzene
Arzene (IPA: /ˈard͡zene/, Darzin in friulano) è uno dei due nuclei storici di Valvasone Arzene, della provincia di Pordenone in Friuli-Venezia Giulia.
Fino al 31 dicembre 2014 ha costituito un comune autonomo di 1 803 abitanti, assieme alla frazione di San Lorenzo e alle località di Cià di Sot, Crips, Grave, Majaroff e Sant'Elena. In seguito a un referendum tenuto il 28 settembre 2014, il 1º gennaio 2015 l'ente si è fuso con Valvasone, dando luogo al nuovo comune di Valvasone Arzene. Le due cittadine sono unite anche a livello fisico dalla crescita edilizia degli ultimi decenni.

## Geografia fisica
Il centro storico di Arzene è situato ad eguale distanza tra il fiume Tagliamento e il torrente Meduna.

### Ex territorio comunale
Il comune di Arzene confinava a nord-ovest con Domanins, a nord con San Martino al Tagliamento, a ovest con Castions, a sud con Casarsa della Delizia, a est confinava con il comune di Valvasone.

## Storia
Fin dall'antichità Arzene era attraversata dalla Strada Romana Postumia importante via di traffico con l’Europa, strada di papi e imperatori, tra cui Napoleone e papa Pio VI che passò con la sua scorta per raggiungere l’Austria nel 1782.
Le prime notizie di Arzene risalgono al XII secolo e all’epoca era un piccolo villaggio legato dal vincolo feudale ai signori di Valvasone. 
Il 16 marzo 1797 subito a nord del paese, nella zona dei Crips, avvenne una battaglia fra le truppe di Napoleone e il Principe Carlo d’Asburgo. Poco dopo con il Trattato di Campoformio l’imperatore francese cedette i territori del Friuli all’Austria. Ancora oggi viene chiamato dagli abitanti la "busata dai Crips" un prato dove furono sepolti i corpi dei soldati deceduti.
Col ritorno di Napoleone i diritti feudali furono definitivamente aboliti e Arzene ottenne l'autonomia diventando “Municipio” con frazione la villa San Lorenzo. Valvasone rimase sede del cantone il quale era soggetto al distretto di San Vito al Tagliamento. Tale suddivisione rimase fino ai giorni nostri. Arzene e Valvasone si fusero dapprima in epoca fascista dal 1929 fino a dopo la seconda guerra mondiale. Nel 1947 si divisero nuovamente per ritornare in unico ente amministrativo nel 2015 a seguito di un referendum popolare.

### Simboli
Lo stemma e il gonfalone del comune di Arzene erano stati concessi con decreto del presidente della Repubblica del 20 novembre 1962.
Il gonfalone era un drappo di azzurro.

## Monumenti e luoghi di interesse
- Chiesa parrocchiale di San Michele Arcangelo, 1953
- Chiesa di S. Margherita, 1000 ca.
- Chiesetta della Madonna del Rosario dei Crips, 1926
- Edicola della Madonna protettrice della gioventù di via Rojuzzo, 1982
- Croce vermiglia dei Templari in via Poscort, 2012
- Edicola di Sant’Elena
- Edicola della Madonna col Bambino di via delle Alpi

## Società

### Evoluzione demografica
Abitanti censiti entro i vecchi confini comunali